# Tatum (Teksas)
Tatum je grad u američkoj saveznoj državi Teksas. Prema popisu stanovništva iz 2010. u njemu je živjelo 1.385 stanovnika.